# چاه چاورز
چاه چاورز، روستایی از توابع بخش چاهورز شهرستان لامرد در استان فارس ایران است.

## جمعیت
این روستا در دهستان مرکزی بخش چاه‌ورز قرار دارد و بر اساس سرشماری مرکز آمار ایران در سال ۱۳۸۵، جمعیت آن ۱۷۱ نفر (۳۹ خانوار) بوده‌است.